# Quantum of the Seas
Die Quantum of the Seas ist ein Kreuzfahrtschiff der Reederei Royal Caribbean International. Sie ist das Typschiff der Quantum-Klasse.

## Geschichte
Das Schiff wurde im Februar 2011 bei der Meyer Werft in Auftrag gegeben, damals noch unter dem Projektnamen Project Sunshine. Am 31. Januar 2013 begann der Stahlschnitt für das Schiff. Am selben Tag wurde der Name des Schiffes bekannt gegeben. Am 2. August 2013 wurde das Schiff auf Kiel gelegt, am selben Tag begann der Bau des Schwesterschiffes Anthem of the Seas.
Am 5. Juni 2014 kam es zum Ausbruch eines Brandes in einer Kabine auf Deck 3. Dabei erlitten zwei Arbeiter Verletzungen, und es entstand ein Sachschaden von etwa 50.000 Euro. Verzögerungen beim Bau entstanden durch das Feuer nicht.
Am 13. August 2014 wurde die Quantum of the Seas ausgedockt, bevor sie am Nachmittag des 22. Septembers zur Emsüberführung antrat und am nächsten Tag in Eemshaven eintraf. Nach der Emsüberführung wurden die Probefahrten durchgeführt, die im Skagerrak stattfanden. Anschließend wurden in Bremerhaven Ausrüstungsarbeiten durchgeführt, so wurde unter anderem der North Star montiert. Danach wurden weitere Seeerprobungen durchgeführt. Nach deren Abschluss wurde das Schiff am 23. Oktober 2014 bei Blohm + Voss in Hamburg im Trockendock Elbe 17 als bis dato größtes Schiff eingedockt, wo bis 25. Oktober 2014 letzte Arbeiten vorgenommen wurden. Die Übergabe an die Reederei erfolgte am 28. Oktober 2014 in Bremerhaven. Am 14. November 2014 wurde das Schiff in Cape Liberty von Kristin Chenoweth getauft.
Die Quantum of the Seas war zum Zeitpunkt der Ablieferung das drittgrößte Kreuzfahrtschiff der Welt und das größte bisher in Deutschland gebaute Kreuzfahrtschiff. Es ist etwa 21.000 BRZ größer als die Norwegian Breakaway und 37.000 BRZ größer als die Disney Dream. Mit Baukosten von etwa 970 Mio. US-Dollar war die Quantum of the Seas zum Zeitpunkt der Ablieferung das teuerste gebaute Kreuzfahrtschiff.
Im Dezember 2022 verlor das Schiff ein Rettungsboot.

### Klage gegen die Emsüberführung
Die Umweltverbände WWF, BUND und Nabu klagten gegen die Emsüberführung der Quantum of the Seas, da hierfür Sonderregelungen ausgesprochen wurden und Umweltauflagen vorübergehend außer Kraft gesetzt wurden. Primär ging es darum, dass sich durch das Aufstauen der Salzgehalt und die Verschlickung erhöhe sowie der Sauerstoffanteil zurückginge. Am 30. Juni 2014 bestätigte das Verwaltungsgericht Oldenburg die Rechtmäßigkeit des Außerkraftsetzens der Umweltauflagen. Das Gericht begründete das Urteil damit, dass die Emsaufstauung eine zeitlich eng begrenzte Aktion sei, die keine gravierenden Auswirkungen auf das Ökosystem habe.
Zur Überführung wurde am Mittag des 22. September 2014 das Emssperrwerk bei Gandersum geschlossen, um so einen ausreichenden Wasserstand zu gewährleisten. Gegen 16:00 Uhr verließ das Schiff Papenburg. Rund 15 Stunden später, gegen 7:30 Uhr des 23. September, erreichte das Schiff den Schiffsliegeplatz bei Gandersum. Nach einem rund 25-stündigen Emsstau passierte das Schiff um 12:25 Uhr das Emssperrwerk.

## Technik
Die Quantum of the Seas verfügt als erstes Kreuzfahrtschiff über ein Air Lubrication System. Dabei werden Luftblasen aus dem Schiffsrumpf ausgestoßen. Dies verringert die Reibung zwischen Wasseroberfläche und Schiffsrumpf und senkt so den Kraftstoffverbrauch um etwa 4 bis 7 Prozent.

## Freizeitmöglichkeiten

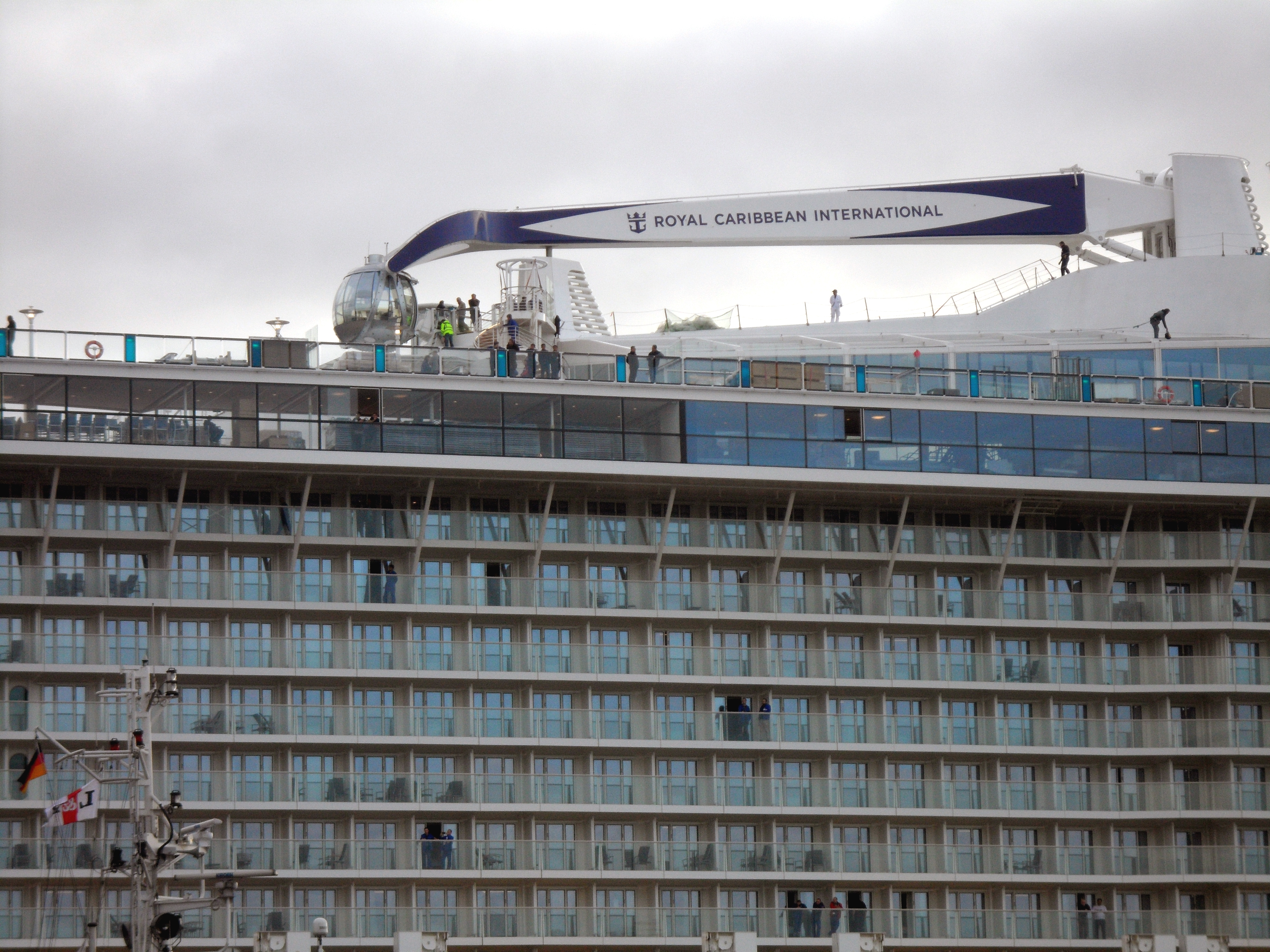
Die Quantum of the Seas mit Kran und schwenkbarer Glasgondel

Die Quantum of the Seas verfügt über den North Star, eine Glaskugel, die an einem Schwenkarm hängt, in der man aus einer Höhe von bis zu 90 Metern den Blick in die Weite schweifen lassen kann. Außerdem ist es möglich, mit dem Simulator RipCord von iFly einen Fallschirmsprung zu machen. Weiterhin können Passagiere in einer Multifunktionshalle Autoscooter fahren. Die Quantum of the Seas verfügt zudem noch über eine Kletterwand, einen Surfsimulator sowie die Erlebniswelt von Dreamworks an Bord.

## Essen
An Bord gibt es kein klassisches Hauptrestaurant mehr. Dafür hat der Gast die Möglichkeit, unter fünf Restaurants zu wählen. Dieses neue Speisekonzept trägt den Namen Dynamic Dining. Es gibt keine festen Essenszeiten, keine zugeteilten Sitzplätze. Insgesamt verfügt das Schiff über 18 verschiedene Speisemöglichkeiten. Der Besuch einiger dieser Restaurants ist im Reisepreis inbegriffen:
- American Icon Grill: Amerikanisches Essen (Frühstück, Mittag- und Abendessen)
- Silk: Chinesische, japanische, thailändische, vietnamesische und indische Küche (nur Abendessen)
- Chic: Moderne Küche (nur Abendessen)
- Grande: Beliebte klassische Gerichte aus Europa (nur Abendessen)
- Coastal Kitchen: Kalifornisch mediterrane Küche (Frühstück, Mittag- und Abendessen); dieses Restaurant steht ausschließlich Suitengästen zur Verfügung.[23]

Gegen zusätzliche Gebühren sind unter anderem auch andere Speisekonzepte zu benutzen:
- Jamie’s Italian by Jamie Oliver (Mittag- und Abendessen)
- Michael’s Genuine Pub: À la carte Restaurant, das hochwertige Getränke, Bier und Essen nach Michael Schwartz serviert (Mittag- und Abendessen)
- Wonderland: Phantasievolle Küche (nur Abendessen)

## Auszeichnungen
Die Quantum of the Seas ist „Schiff des Jahres“ des Deutschen Kreuzfahrtpreises 2016. Als Gründe für die Auszeichnung nennt der Chefredakteur des Guides „Kreuzfahrtträume“, Oliver P. Müller zum einen das gastronomische Angebot jenseits fester Tischzeiten, zum anderen zwei besonders variable Bereiche, die Entertainment-Lounge TWO70° sowie dem SeaPlex Sportkomplex.